# Trine (jogo eletrônico)
Trine é um jogo eletrônico de ação, plataforma e quebra-cabeça disponível para PC, XBOX e PlayStation Network. Foi desenvolvido pela empresa finlandesa Frozenbyte e lançada para Windows em 2 de julho de 2009. A versão para Mac OS X foi lançada em 3 de novembro de 2010, sendo que a versão para Linux foi produzida pela Alternative Games e lançada como parte da terceira compilação do Humble Indie Bundle em 12 de abril de 2011. A versão disponível na PlayStation Network estava datada para ser lançada no mesmo mês do lançamento, mas defeitos descobertos de última hora nos testes causaram o seu adiamento, eventualmente sendo lançada na Europa em 17 de setembro de 2009 e na América do Norte em 22 de outubro de 2009. Uma versão para Xbox Live Arcade foi  desenvolvida e reúne os quatro títulos de Trine, sendo chamada de Trine: Ultimate Collection.

## Jogabilidade

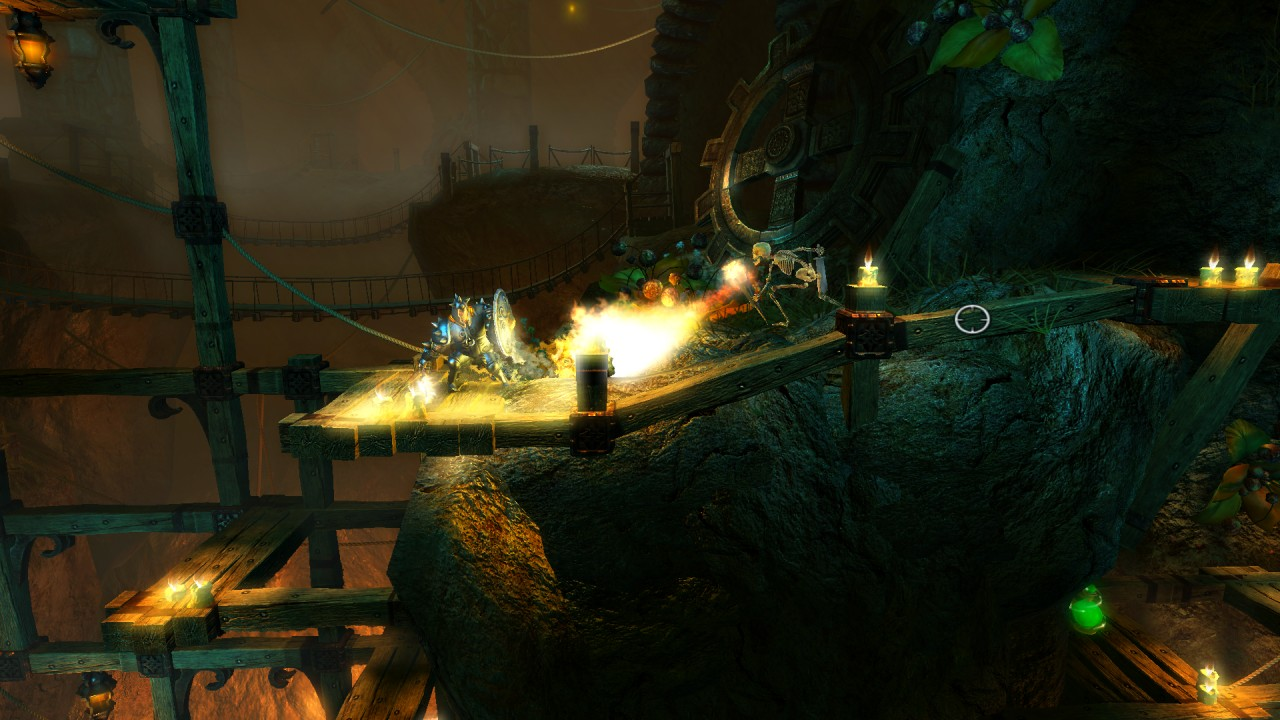
O Cavaleiro, Pontius (à esquerda), protegendo-se com o seu escudo de um esqueleto cospe-fogo (à direita).

O jogador controla e reveza entre três diferentes personagens: uma ladra chamada Zoya, um cavaleiro chamado Pontius e o mago Amadeus. O jogo também possui a possibilidade de modo cooperativo local, onde mais jogadores podem entrar no jogo para controlar outros personagens simultaneamente.
Cada personagem possui um medidor de energia e outro de saúde. A energia é usada por certas armas de Zoya e de Pontius, enquanto Amadeus consome energia em todas as suas habilidades, sendo possível obtê-la com garrafas azuis encontradas pelo cenário ou derrubadas por inimigos. A saúde pode ser obtida por recipientes em forma de coração derrubados por inimigos.
A EXP é obtida ao matar inimigos ou coletar garrafas verdes espalhadas pelo cenário. Coletando 50 pontos de experiência, cada personagem recebe um ponto que pode ser utilizado para aprimorar suas habilidades. Baús de tesouros também podem ser encontrados em lugares difíceis de alcançar. Cada baú possui um item especial que pode ser equipado no personagem para conceder uma habilidade nova ou uma melhoria numa habilidade já possuída. Certos itens só afetam um personagem em particular.
Com os três personagens, é necessário completar vários níveis. Para dificultar tal tarefa, inimigos como esqueletos, morcegos e chefes aparecem nas fases. Também existem obstáculos durante o jogo, como trechos de lava, bolas-de-fogo, pêndulos gigantes afiados e várias outras armadilhas que devem ser ultrapassadas. Checkpoints podem ser encontrados em diversos pontos das fases. Ao chegar em um checkpoint, qualquer personagem morto é revivido e a barra de saúde dos personagens vivos é restaurada. A quantidade de saúde restaurada varia de acordo com o nível de dificuldade. Quando um personagem morre, o jogador precisa escolher entre os outros personagens vivos para continuar o jogo. Se todos os personagem morrerem, o jogador é levado de volta até o último checkpoint com todos os personagens ressuscitados.
Trine utiliza o motor de física PhysX da Nvidia para fornecer completa interação física entre os objetos e os personagens.

## Personagens

### Amadeus
Amadeus, o mago, possui a habilidade de conjurar objetos como caixas e pranchas, além de poder interagir com e mover objetos à longa distância. Inicialmente, apenas um objeto conjurado pelo mago pode existir por vez, mas com o progresso do jogo ele ganha a habilidade de poder ter vários objetos conjurados ao mesmo tempo. As caixas e pranchas conjuradas por Amadeus se comportam como objetos comuns e obedecem às leis da física e gravidade, entretanto, ele também consegue a habilidade de conjurar um objeto na forma de pirâmide que pode flutuar no ar. Os objetos criados por Amadeus são geralmente usados para para se alcançar áreas de difícil acesso no cenário. Ao conjurar ou mover objetos, Amadeus consome sua barra de energia.

### Zoya
Zoya, a ladra, possui um arco e flecha que ela usa como arma para atacar inimigos. Zoya também possui um gancho que pode ser atirado em superfícies de madeira e permite que ela se pendure para pular obstáculos. As flechas normais do arco são ilimitadas, porém, com o progresso do jogo ela ganha a habilidade de atirar flechas de fogo que consomem sua barra de energia. Flechas de fogo causam mais danos, quebram certos objetos e acendem tochas em áreas escuras do jogo.

### Pontius
Pontius, o cavaleiro, possui uma espada e um escudo, fazendo dele a escolha lógica para as sequências de combate do jogo. Ele pode ganhar a habilidade de espada flamejante que causa mais dano aos inimigos e pode acender tochas. Com o escudo, Pontius pode se defender de ataques, projéteis e objetos que caem do teto. O cavaleiro também possui uma marreta que é utilizada para quebrar objetos e superfícies com rachaduras.

## História
A história de Trine se passa em um reino destruído. Após um período de paz, o rei morre sem deixar um herdeiro para o trono, deixando o reino em uma grande instabilidade política. Tomando vantagem do caos, um exército de mortos-vivos aparece de repente e ataca o reino, forçando os moradores a se refugiar.
O jogo começa um tempo indefinido após estes acontecimentos, quando Zoya está procurando pelo lendário tesouro em Astral Academy, uma instituição de estudos abandonada. No mesmo momento, Amadeus está no local observando o céu por um grande telescópio e Pontius chega para proteger a academia. Os três se encontram ao mesmo tempo na câmara onde está o tesouro e, ao tocar no objeto simultaneamente, desaparecem.
Amadeus fala que o tesouro é um artefato chamado Trine, o qual tem o poder de unir as almas. Ao tocar o objeto, os três heróis ficaram presos pelo feitiço do Trine e são forçados a coexistir como uma mesma entidade. Procurando por um jeito de se libertarem, eles exploram a tumba sob a Astral Academy, que diziam ser a tumba do guardião, uma antiga lenda ligada ao Trine. Na tumba, Amadeus decifra uma inscrição que diz que existem três artefatos: o da alma, o do corpo e o da mente, cada um protegido por um guardião. Os guardiões utilizavam os três objetos para manter a harmonia no reino. Amadeus acredita que unindo os três artefatos poderá desfazer o feitiço do Trine.
As inscrições também dizem que um dos artefatos era guardado no castelo do antigo rei. Lá, eles encontram o diário do rei que diz que os outros dois artefatos podem ser encontrados nas ruínas onde foram criados. Nas ruínas, eles descobrem que o Trine, o artefato da alma, foi separado dos outros artefatos durante um terremoto e por isso foi corrompido. Isso deu origem a uma grande torre de onde os mortos-vivos surgiram. Os três heróis vão até a torre onde são confrontados pelo espírito do antigo rei e após derrotá-lo unem novamente os três artefatos trazendo de volta a paz e harmonia ao reino.

## Recepção da crítica
A versão para PC de Trine recebeu, em geral, críticas favoráveis, recebendo uma nota de 80% de apreciação pela Metacritic. Além disto, Trine ganhou o prêmio de "Escolha dos Editores" da GameSpot, na E3 de 2009.